# ألبرت ليبرت
ألبرت ليبرت (بالألمانية: Albert Lippert)‏ (و. 1901 – 1978 م) هو ممثل مسرحي، وممثل أفلام، وممثل تلفزي ألماني، ولد في أولدنبورغ، توفي في بنتزبرغ، عن عمر يناهز 77 عاماً.

## وصلات خارجية
- ألبرت ليبرت على موقع IMDb (الإنجليزية)
- ألبرت ليبرت على موقع مونزينجر (الألمانية)
- ألبرت ليبرت على موقع قاعدة بيانات الأفلام السويدية (السويدية)
- ألبرت ليبرت على موقع قاعدة بيانات الفيلم (الإنجليزية)

- ألبرت ليبرت في قاعدة بيانات الأفلام على الإنترنت